# Corps de logis
Corps de logis ([kór d'loži], z francouzštiny, zapisováno též corps-de-logis) je ústřední obytná budova většího zámeckého nebo palácového komplexu, zvláště barokního. Obsahuje rezidenční pokoje, státní apartmány a hlavní sály. Nejvýstavnější místnosti jsou často umístěny v prvním nadzemním podlaží této budovy, takové patro se pak označuje jako piano nobile.

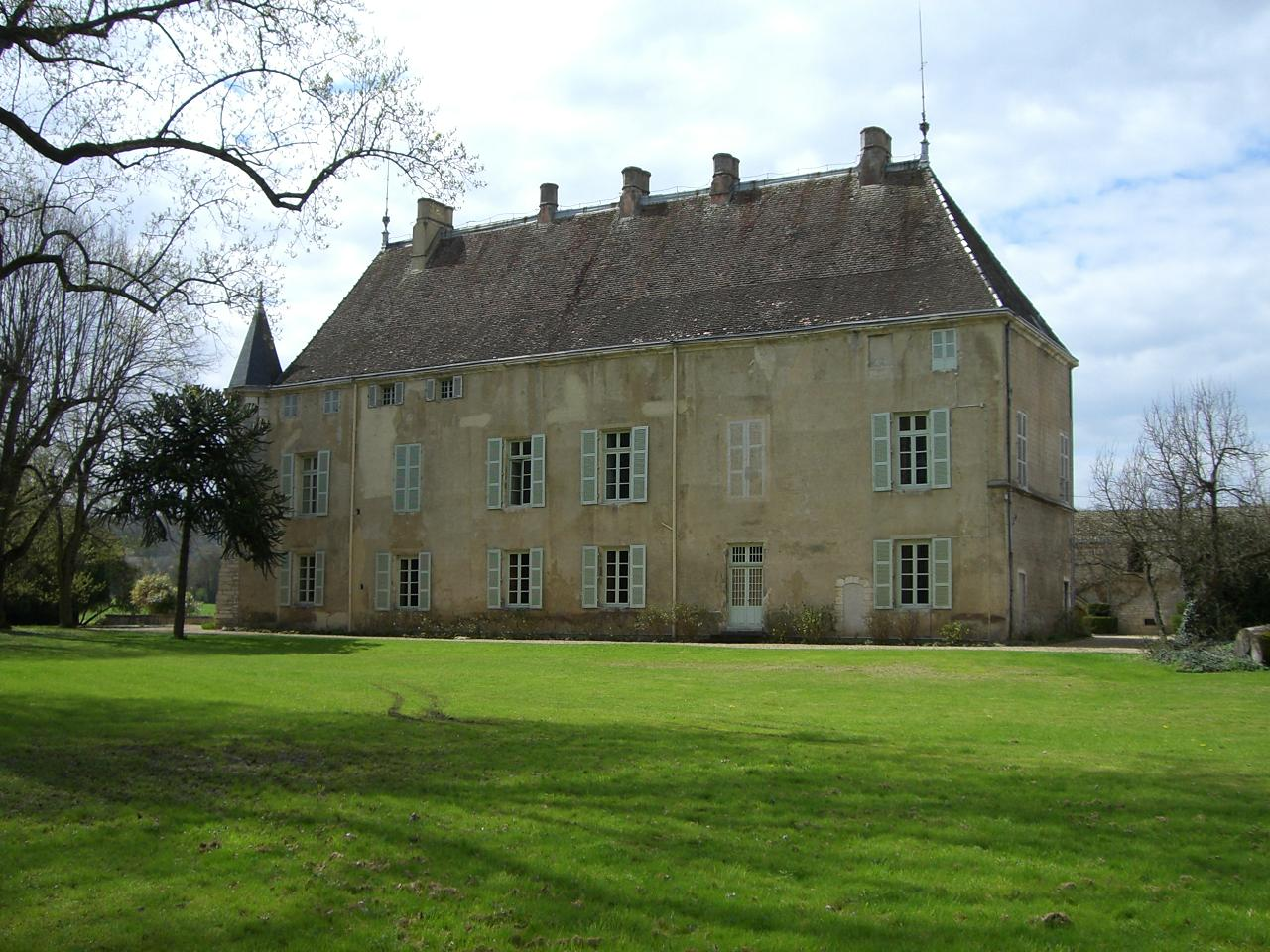
Corps de logis zámku Germolles

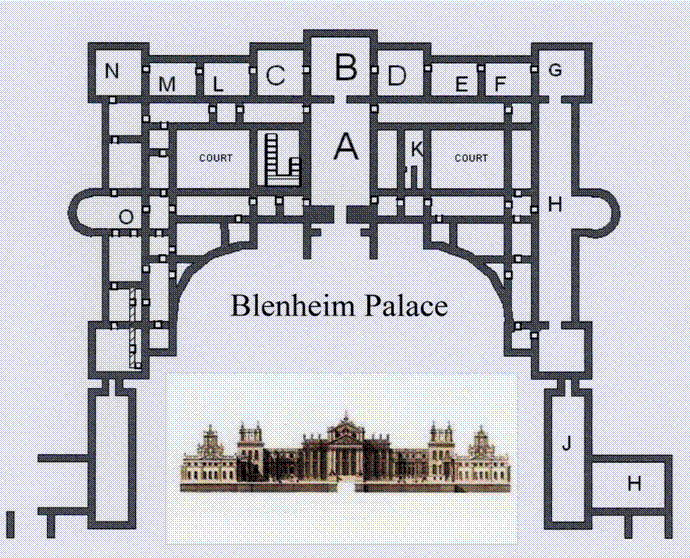
Corps de logis na plánu blenheimského paláce

Corps de logis je často lemován sekundárními křídly. Tvoří-li tato křídla s hlavní budovou třístranný dvůr, jde o tzv. čestný dvůr (cour d'honneur).